# Batalla de Neuensund
La batalla de Neuensund fue la batalla más pequeña de la Guerra de los Siete Años entre las fuerzas suecas y prusianas luchadas el 18 de septiembre de 1761 en la localidad de Neuensund. La fuerza sueca bajo el mando de Jacob Magnus Sprengtporten logró derrotar a las fuerzas prusianas comandadas por Wilhelm Sebastian von Belling.